# Heroji radničke klase
Heroji radničke klase (internationaler Titel Working Class Heroes) ist ein serbischer Film von Miloš Pušić. Die Uraufführung war am 15. Februar 2022 bei der 72. Berlinale in der Sektion „Panorama“.

## Handlung
Lidija arbeitet als PR-Chefin in einer dubiosen Immobilienfirma. Auf einer Großbaustelle überwacht sie eine Gruppe illegaler Bauarbeiter. Das Projekt hat eine große Medienresonanz, sodass Lidija stets die Einhaltung europäischer Sicherheitsstandards betont. Doch in Wahrheit geht es weniger um den Fortschritt der Bauarbeiten als um die Wahrung des Scheins. In Kürze soll ein wichtiger Vertrag unterzeichnet werden.
Nach anfänglich hoher Motivation herrscht unter den Arbeitern Resignation. Der Vorarbeiter Braco versucht, die Gruppe zusammenzuhalten, was mit jedem Zwischenfall schwerer fällt. Ein Arbeiter lässt sich von einem Gabelstapler überrollen, um seinen fälligen Lohn einzufordern, der nächste hackt sich im Suff zwei Finger ab. Während Lidija mit ihrem Geschäftspartner spät abends in einem Club ist, fordert Braco „Kid“ und den „Professor“ auf, für die anstehende Vertragsunterzeichnung noch ein Transparent zu entrollen. Dabei gibt es einen Unfall, den Braco zu vertuschen versucht.
Schließlich kann die medienwirksame Unterzeichnung wie geplant stattfinden, nicht zuletzt, weil Lidijas Geschäftspartner den schwerverletzten Arbeiter kurzerhand erschossen und hat einbetonieren lassen. Nach der Unterzeichnung, die der „Professor“ im Kran verfolgt, lässt dieser einen Betonblock auf das Auto fallen, in dem der Geschäftsmann saß.

## Produktion
Pušić nutzte als Inspiration einige Zeitungsberichte, in denen von Arbeitern berichtet wurde, die auf Baustellen zu Tode kamen. Er war überrascht, wie wenig diese Meldungen beachtet wurden und entwickelte die erste Idee für einen Film. Jahre nach dem Anschluss Osteuropas und des Balkans an Mitteleuropa sei eine neue Ära des liberalen Kapitalismus festzustellen. Die einfachen Arbeiter fristen dabei als Marionetten ein Schattendasein – ohne medizinische Versorgung und sicheres Einkommen.
Als Drehort diente ein seit Jahrzehnten verlassenes Gebäude. Um so authentisch wie möglich zu wirken, verfolgte Pušić einen halbdokumentarischen Stil. Es sollte der Eindruck eines normalen Arbeitslebens entstehen, indem sich die Kamera frei zwischen den Arbeitern bewegt. Die serbische Produktionsfirma Altertise produzierte Working Class Heroes als ihren dritten Feature Film. Altertise wurde 2005 gegründet und fördert ambitionierte Filmarbeiten im Bereich Video, TV und Filmproduktion. Das Ziel der Firma ist die unabhängige Produktion von Filmen, an die sie glauben.

## Rezeption
In der Beschreibung der Berlinale heißt es, Miloš Pušić inszeniere die „Korruption der einen auf Kosten der anderen, der Ausgebluteten und Betrogenen […] leichthändig“. Hierbei würde das „Lamentieren“ ausbleiben, „der Schock nicht“. Die aus Quo Vadis, Aida? bekannte Darstellerin Jasna Đuričić fungiere „als strenges Gesicht einer geschundenen Generation“.
Auf der Website moviebreak.de schreibt Lida Bach, „statt einer systemkritischen Satire serviert Milos Pusic zahnlosen Klamauk, der mehr Kapitalismus-Klischees als -kritik propagiert“. „Marode Macho-Witze und ordinäre Bigotterie“ würden die „stümperhafte Story zum Einsturz“ bringen.

## Auszeichnungen und Nominierungen
- Internationale Filmfestspiele Berlin 2022
  - Nominierung für den Publikums-Preis in der Sektion „Panorama“